# Рюмкорф, Петер

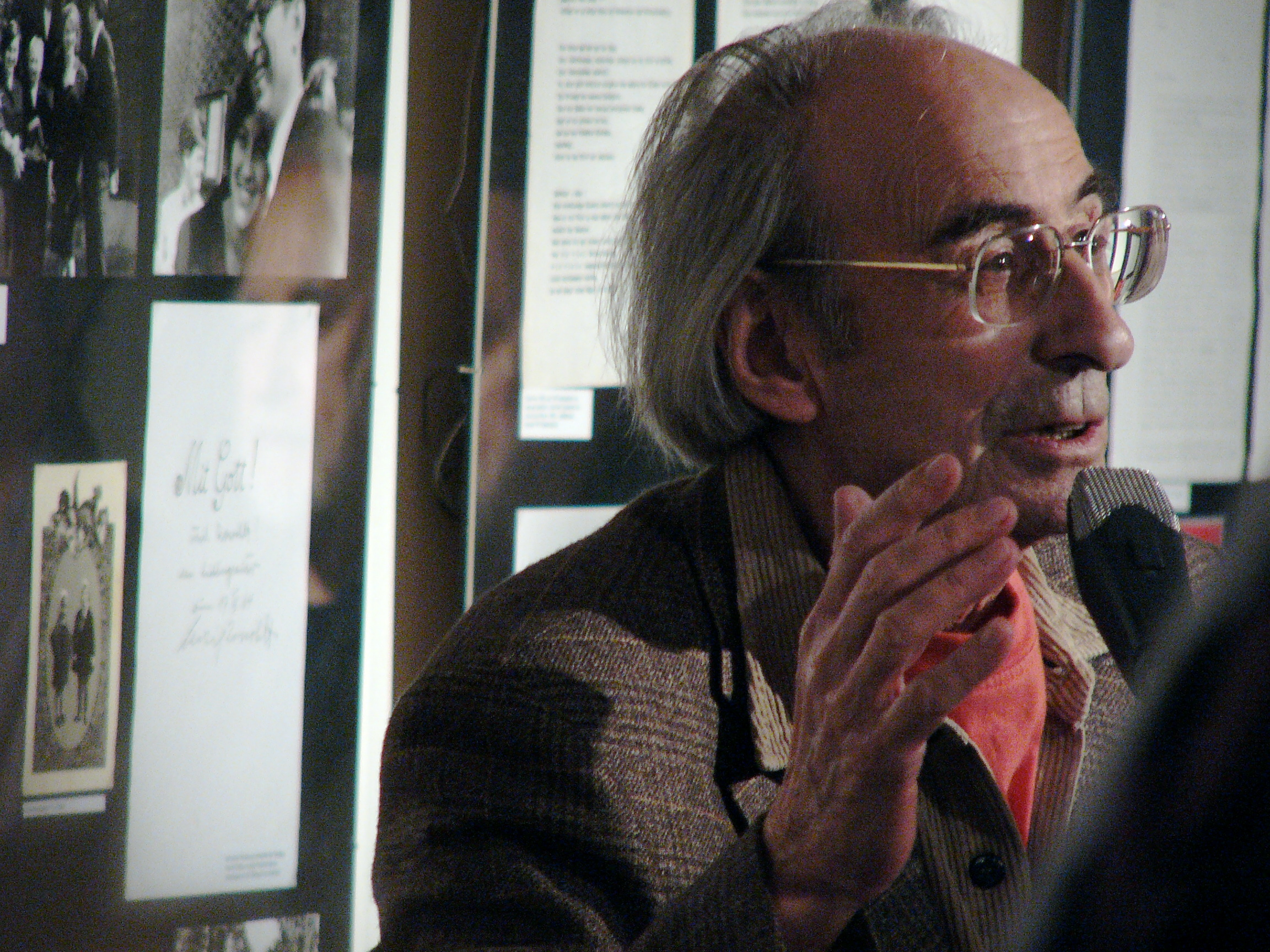
П.Рюмкорф в октябре 2004 года

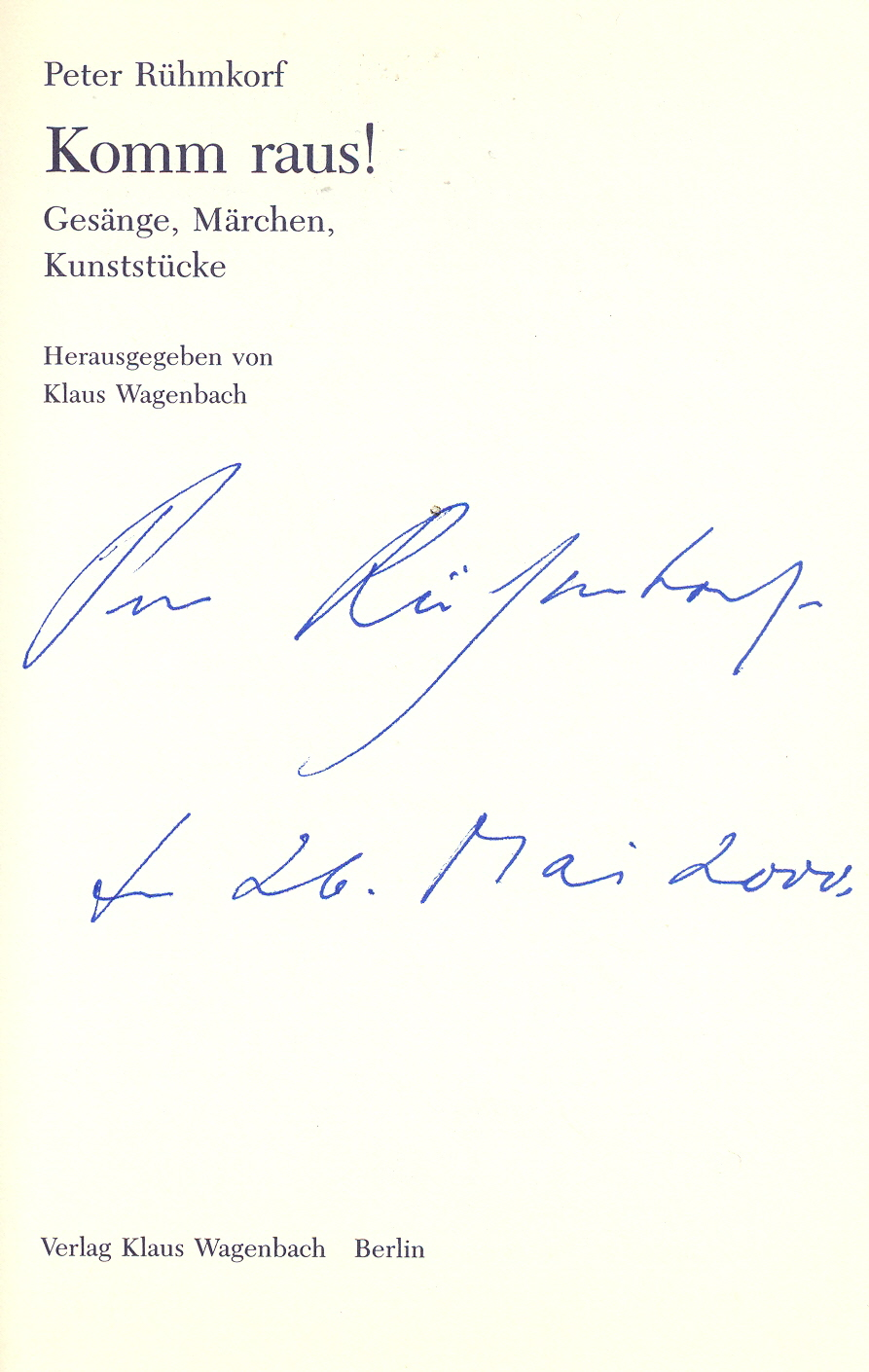
Автограф писателя

Питер Рюмкорф (нем. Peter Rühmkorf; 25 октября 1929, Дортмунд — 8 июня 2008, Розебург, Шлезвиг-Гольштейн) — один из известнейших немецких поэтов, эссеистов и пародистов послевоенного периода, литературный критик. Использовал псевдонимы: Lyng, Leo Doletzki, Leslie Meier, Johannes Fontara (совместно с Вернером Ригелем), John Frieder, Hans-Werner Weber, Harry Flieder, Hans Hingst.

## Биография
П.Рюмкорф был внебрачным сыном дочери пастора, учительницы Элизабет Рюмкорф. Вырос и окончил гимназию в городе Штаде. В 1951—1957 годах в Гамбургском университете изучал педагогику, германистику, историю искусств и психологию. В связи с возникшим конфликтом с преподавателями вынужден был уйти из университета, не окончив курса.
Занимался самиздатом; совместно с поэтом и эссеистом Вернером Ригелем, в 1951—1956 годах (вплоть до смерти последнего), П.Рюмкорф печатает на гектографе литературный журнал Между войнами (Zwischen den Kriegen), ставший важным критическим обозрением послевоенных годов. Рюмкорф был основателем и одним из главных авторов журнала «Конкрет» (позднее — «Студенческий курьер»), ставшим рупором молодой прогрессивной творческой интеллигенции ФРГ. В 1958—1964 годах писатель работает в издательстве «Ровольт» (Rowohlt Verlag). Затем он — свободный писатель и поэт, живущий в Гамбурге. Часто выступает со своими стихотворениями и пародиями на сцене, под аккомпанемент джазовой музыки. В 1966 П.Рюмкорф принимает участие в Гамбурге в шоу под открытым небом (Open-Air) под названием Джаз и поэзия (Jazz und Lyrik). Был лауреатом многочисленных литературных премий и наград. Читал лекции как приглашённый доцент в ряде университетов Европы и Америки: в Остине (Техас, 1969—1970), Эссене (1977), Уорике (1978), Франкфурте-на-Майне и Ганновере (1980), Нью-Гэмпшире (1983), Падерборне (1985—1986). В 1960-х годах выступает также как драматург, создав три пьесы. В 1988 году он участвует в работе Международной выставки современного искусства в Касселе documenta, в том же году становится лауреатом премии Генриха Гейне министерства культуры ГДР. В 1993 году — лауреат премии Георга Бюхнера. В 1999 — почётный доктор философии Гёттингенского университета. В 2000 году награждён медалью Карла Цикмайера.
П.Рюмкорф был членом ряда германских академий: берлинской Академии искусств, Немецкой академии языка и литературы в Дармштадте, Свободной академии искусств в Гамбурге; член германского P.E.N. — клуба.
С 1964 года состоял в браке с психологом Евой-Марией Титце, занимавшей впоследствии министерский пост в правительстве земли Шлезвиг-Гольштейн.
Скончался от рака. Похоронен на кладбище в гамбургском районе Альтона.

## Творчество
Начиная с 1950-х годов П.Рюмкорф известен своими работами в области литературной критики, в которых он рассматривает проблемы современной литературы, в первую очередь поэзии, а также культурной и общественной жизни. Сочинения его полемичны, остроумны и тщательно аргументрованы, эссе и публичные выступления представляют автора как наследника эпохи Просвещения, борца за всесторонее развитие современной поэзии и в то же время — за решение политических вопросов, в частности за права индивидуума в постнацистской Германии. Прокламируемые в своих критических работах принципы П.Рюмкорф пытается воплотить в поэтических произведениях. Выступая творческим наследником Г.Гейне как лирик, он демонстрирует артистическое владение языком, создаёт неожиданные рифмы, блистает остроумием и игрой мысли. В прессе поэт получает прозвища «весёлый Просветитель» и «Артист народной песни», который рассказывает читателю «просвещённые сказки» о Современности.

## Сочинения
- Zwischen den Kriegen (Между войнами), Zs., 1952—1956: многочисленные статьи под различными псевдонимами.
- (совместно с В.Ригелем): Heiße Lyrik (Горячая лирика). Limes, Wiesbaden 1956.
- Irdisches Vergnügen in g. Fünfzig Gedichte (Земные удовольствия в 50 стихах). Rowohlt, Hamburg 1959.
- Wolfgang Borchert. Biographie (Вольфганг Борхерт. Биография). Rowohlt, Hamburg 1961.
- Kunststücke. Fünfzig Gedichte nebst einer Anleitung zum Widerspruch (Шедевры. 50 стихов и руководство к Возражению). Rowohlt, Hamburg 1962.
- Über das Volksvermögen. Exkurse in den literarischen Untergrund (О народном богатстве. Экскурс в литературное подполье). Rowohlt, Reinbek 1967
- Was heißt hier Volsinii? Bewegte Szenen aus dem klassischen Wirtschaftsleben (Как зовутся теперь Вольсинии? Трогательные сцены из классической хозяйственной жизни). Rowohlt, Reinbek 1969 (пьеса)
- Die Jahre die ihr kennt. Anfälle und Erinnerungen (Годы, которые вы знаете. Озарения и воспоминания). Rowohlt, Reinbek 1972.
- Lombard gibt den Letzten. Ein Schauspiel (Ломбард отдаёт последнее. Пьеса). Wagenbach, Berlin 1972.
- Die Handwerker kommen. Ein Familiendrama (Ремесленники приходят. Семейная драма). Wagenbach, Berlin 1974.
- Walther von der Vogelweide, Klopstock und ich (Вальтер фон дер Фогельвейде, Клопшток и я). Rowohlt, Reinbek 1975.
- Phoenix — voran! Gedichte (Феникс — вперёд! Стихотворения). pawel pan, Dreieich 1977.
- Strömungslehre I. Poesie (Основное учение I. Поэзия). Rowohlt, Reinbek 1978.
- Haltbar bis Ende 1999 (Дата хранения — 1999. Поэзия). Gedichte. Rowohlt, Reinbek 1979.
- Auf Wiedersehen in Kenilworth. Ein Märchen in dreizehn Kapiteln (Увидимся в Кенилворте. Сказка в 13 главах). Fischer, Frankfurt am Main 1980.
- Im Fahrtwind. Gedichte und Geschichte (При попутном ветре. Стихотворения и история). Bertelsmann, Berlin 1980.
- agar agar — zaurzaurim. Zur Naturgeschichte des Reims und der menschlichen Anklangsnerven (Агар агар — цаурцариум. К естественной истории рифмы и людских созвучных нервов). Rowohlt, Reinbek 1981
- Kleine Fleckenkunde (Малое учение о пятнах). Haffmans, Zürich 1982.
- Der Hüter des Misthaufens. Aufgeklärte Märchen (Хранитель навозной кучи. Сказка для просвещённых). Rowohlt, Reinbek 1983.
- Blaubarts letzte Reise. Ein Märchen. (Последнее путешествие Синей бороды. Сказка) pawel pan, Dreieich 1983.
- Bleib erschütterbar und widersteh. Aufsätze — Reden — Selbstgespräche (Оставайся способным к душевным потрясениям и сопротивлению им. Изложения — речи — беседы с самим собой). Rowohlt, Reinbek 1984.
- Mein Lesebuch (Моя настольная книга). Fischer, Frankfurt am Main 1986.
- Außer der Liebe nichts. Liebesgedichte (Ничего, кроме любви. Лирические стихотворения). Rowohlt, Reinbek 1986.
- Dintemann und Schindemann. Aufgeklärte Märchen. (Динтеман и Шиндеман. Сказка для просвещённых) Reclam, Leipzig 1986.
- Selbstredend und selbstreimend. Gedichte — Gedanken — Lichtblicke (Беседуя и рифмуя сам с собой. Поэзия-мысли-свежий взгляд). Reclam, Stuttgart 1987.
- Werner Riegel. « … beladen mit Sendung. Dichter und armes Schwein» (Вернер Ригель. «…заряжённый посланиями. Поэт и бедолага»). Haffmans, Zürich 1988.
- Einmalig wie wir alle. (Уникален как и мы все). Rowohlt, Reinbek 1989.
- Dreizehn deutsche Dichter (13 немецких поэтов). Rowohlt, Reinbek 1989.
- Selbst III/88. Aus der Fassung (Я сам III/88. Вне себя). Haffmans, Zürich 1989.
- Komm raus! Gesänge, Märchen, Kunststücke (Выходи! Песни, сказки, пьесы). Wagenbach, Berlin 1992.
- Deutschland, ein Lügenmärchen (Германия, лживая сказка). Wallstein, Göttingen 1993.
- Lass leuchten! Memos, Märchen, TaBu, Gedichte, Selbstporträt mit und ohne Hut (Свети! Мемуары, сказки, дневники, поэзия, автопортрет с и без шляпы). Rowohlt, Reinbek 1993.
- Tabu I. Tagebücher 1989—1991 (Дневники I. 1989—1991). Rowohlt, Reinbek 1995.
- Gedichte (Стихотворения). Rowohlt, Reinbek 1996.
- Ich habe Lust, im weiten Feld… Betrachtungen einer abgeräumten Schachfigur (Я желаю в дальнем поле…Обозрения загороженных шахматных фигур). Wallstein, Göttingen 1996.
- Die Last, die Lust und die List. Aufgeklärte Märchen (Тяжесть, удовольствие и хитрость. Сказки для просвещённых). Rowohlt, Reinbek 1996.
- Ein Buch der Freundschaft (Книга Дружбы). Rommelskirchen, Remagen-Rolandseck 1996.
- Lethe mit Schuß. Gedichte (Лета с продолжением. Поэзия). Suhrkamp, Frankfurt am Main 1998.
- wenn — aber dann. Vorletzte Gedichte (Если — но тогда. Предпоследние стихотворения). Rowohlt, Reinbek 1999.
- Von mir zu Euch für uns (От меня вам для нас). Steidl, Göttingen 1999.
- Wo ich gelernt habe (Где я учился). Wallstein, Göttingen 1999.
- (с Хорстом Янсеном): Mein lieber Freund und Kompanjung (Мой милый друг и компаньюноша). Jud, Hamburg 1999.
- (с Робертом Гернхардтом): In gemeinsamer Sache. Gedichte über Liebe und Tod, Natur und Kunst (В общем деле. Стихотворения о любви, смерти, природе и искусстве). Haffmans, Zürich 2000.
- Das Lied der Deutschen (Песня немцев). Wallstein, Göttingen 2001.
- Funken fliegen zwischen Hut und Schuh. Lichtblicke, Schweifsterne, Donnerkeile (Летят искры между шляпой и башмаком. Лучи, кометы, удары грома). Deutsche Verlagsanstalt, München 2003.
- Tabu II. Tagebücher 1971—1972 (Дневники II. 1971—1972). Rowohlt, Reinbek 2004.
- Wenn ich mal richtig ICH sag … . Ein Lese-Bilderbuch (Если я по-настоящему Я говорю…Книга для чтения). Steidl, Göttingen 2004.
- Aufwachen und Wiederfinden. Gedichte (Проснуться и найти утраченное. Поэзия). Insel, Frankfurt am Main 2007.
- Paradiesvogelschiß. Gedichte (Помёт райской птицы. Стихотворения). Rowohlt, Reinbek 2008.
- Der Kuss der Erkenntnis — Gedichte (Поцелуй признания. Стихотворения). Reclam, Stuttgart 2011.
- In meinen Kopf passen viele Widersprüche — Über Kollegen (У меня в голове уживаются множество противоречий — о коллегах). Wallstein, Göttingen 2012, ISBN 978-3-8353-1171-8.

## Сборники
- Die Jahre die Ihr kennt. Anfälle und Erinnerungen. Werke 2. Hrsg. von Wolfgang Rasch, 1999.
- Gedichte. Werke 1. Hrsg. von Bernd Rauschenbach, 2000.
- Schachtelhalme. Schriften zur Poetik und Literatur. Werke 3. Hrsg. von Hartmut Steinecke, 2001.
- Die Märchen. Werke 4. Hrsg. von Heinrich Detering und S. Kerschbaumer, 2007.